# Grand dodécahémidodécaèdre
En géométrie, le grand dodécahémidodécaèdre est un polyèdre uniforme non-convexe, indexé sous le nom U70.
Ses 30 sommets et ses 60 arêtes, le long de ses 12 faces pentagrammiques sont partagés avec le grand icosidodécaèdre.